# 大谷鳴海
大谷 鳴海（おおや なるみ 、おおたに なるみ、天保4年（1833年） - 明治8年（1875年）7月5日）は、幕末の二本松藩士。諱は信古（のぶひさ）。家老・大谷信義の長男で、弟は二階堂衛守「二本松少年隊副隊長」。1400石取番頭。大谷家は代々二本松藩の重臣を務める。
戊辰戦争では、土佐藩断金隊の隊長・美正貫一郎を斃し、山地七次らを負傷させており、新政府軍からは鬼鳴海と呼ばれ恐れられた。

## 略歴

### 天狗党の乱
元治元年（1864年）、天狗党の乱に際して、二本松藩が天狗党の追討軍を派遣した時には、同僚の番頭・大谷与兵衛元清とともに藩兵を率い、同年8月8日に進発した。

### 戊辰戦争
戊辰戦争の時には大谷は第四番組二小隊を率いており、その小隊は約80名で、ほかに卒隊長・青山伊右衛門、軍目付・黒田伝太がいた。
1868年の白河口の戦いでは、白河城奪還のため6月12日に下羽太村より隊を率いて進撃したが敗退した。7月1日、大谷と青山伊右衛門の率いる二個小隊は、仙台藩二個小隊、会津藩一個小隊とともに白河に討って出た。青山の隊は夜半に白河にそそぐ水源池の水を止め、大谷隊は夜襲をかけ敵陣に火を放った。しかし銃撃戦になり、しんがりとなった大谷隊は銃士の中原助十郎、月岡貞之助、銃卒の吉村嘉右衛門が戦死した。大谷は側面から敵陣を急襲して奮戦したが、敵の銃隊の攻撃を受けてふたたび敗退した。
7月に入ってからは二本松領内の成田村や小原田村（郡山市）を転陣して須賀川にいた。政府軍が三春城に入ったという情報を得て独断で部隊を率いて小原田から本宮へ向かったが、26日に三春藩の降伏を知って、本宮宿に引き上げた。27日正午ごろ、板垣退助が率いる軍が二本松藩に侵攻した際には、大谷率いる二個小隊と大谷志摩や成田助九郎の隊の計110人ほどで本宮中舟場・上舟場を守備していた。大谷は阿武隈川を渡河し高木村で交戦しようとしたが、敗退し、いったん逃れた後再び渡河し、仁井田村（現・本宮市）名主・遠藤源四郎宅で夕食を振る舞われた。その後苗代田村（現・本宮市岩根）を経由して、夜中に名倉山裏手、椚山村（現・大玉村）を通過して、翌28日に二本松大壇口に帰り、城下での戦に参じた。
軍目付黒田による「黒田伝太回顧録」と南町本陣原瀬家の合戦記録「御用留」によれば、27日の夜明ごろ、阿武隈川対岸の高木村から銃声が聞こえ、煙が見えたので渡河して探索したが敵影は見つからず、本宮宿に戻って朝飯を食べたが、昼過ぎに新政府軍の三春進発の報を受けて本陣を南町大内屋に移し協議した。血気にはやる兵が黒田の反対を押し切って川を渡り高木村へ向かったところ、1、2町行ったところで忍藩藩兵と遭遇して戦闘になった。後続の黒羽藩藩兵もやってきたため、隊伍も整わない少人数の大谷隊では勝算は無かった。川岸を南上して東禅寺の前まで行き、調達した魚舟1艘を数十回往復させて全員を西岸に渡したとある。
二本松城を守る二本松の戦いの際には、城西の龍泉寺に青山伊右衛門とともに小隊を率いて布陣していた。敵が城中に攻め込んだ7月28日深夜、塩沢方面の入り口に防壁を築き、4、50人ほどを率いてそこを守った。7月29日に二本松城が落城した後、少年隊士たちと合流して母成峠へ向かった。
母成峠の戦いでは、五番組の番頭として大谷与兵衛とともに銃士隊長をつとめ、二個小隊を率いて小原田に布陣し、西軍を迎え討った。
母成峠での敗戦の後、二本松藩軍事総裁の丹羽丹波とともに会津城下に落ち延び、そこに新政府軍が攻め込んだ際には籠城戦をして徹底抗戦することを主張したが、軍議は降伏と決定した。降伏時の大谷隊は隊下43人だった。
戊辰戦争の後、新政府陸軍は大谷を少将の待遇で招請したが、「我が本意にあらず」と固辞して隠棲した。
明治8年（1875年）7月5日、没。享年43。

### 二本松少年隊
二本松藩の守備のため駆り出された少年たちは二本松少年隊として知られている。大谷鳴海の隊にも、以下の少年兵が配属された。
- 小山貞吉（16歳）
- 松井官治（17歳）
- 久保鉄次郎（15歳）

このうち、小山貞吉、久保鉄次郎の2名は大谷隊の名簿に「大砲方」として記名されている。

## 水戸戦争の際の借金
天狗党討伐の命を受け、番頭の1人として水戸へ向けて進発したが、その戦支度の資金が足りず、近隣の富商に借金を申し込んだ書簡が残されている。出征前の8月3日付で、針道村（現・二本松市東和町）の宗形善蔵宛に出された書簡で、質入れしていた大小の陣太刀を借用したいこと、戦が終われば返却するが、もし自分が討ち死にしたら代理の者に太刀かそれに見合う品をもって返させると書かれており、また軍用金として新たに60両を借用したいと頼んでいた。宗形家から陣太刀と60両の軍資金を借りることができたが、帰還後に借金がどうなったかは不明。